# Schans op de Diemerdijk

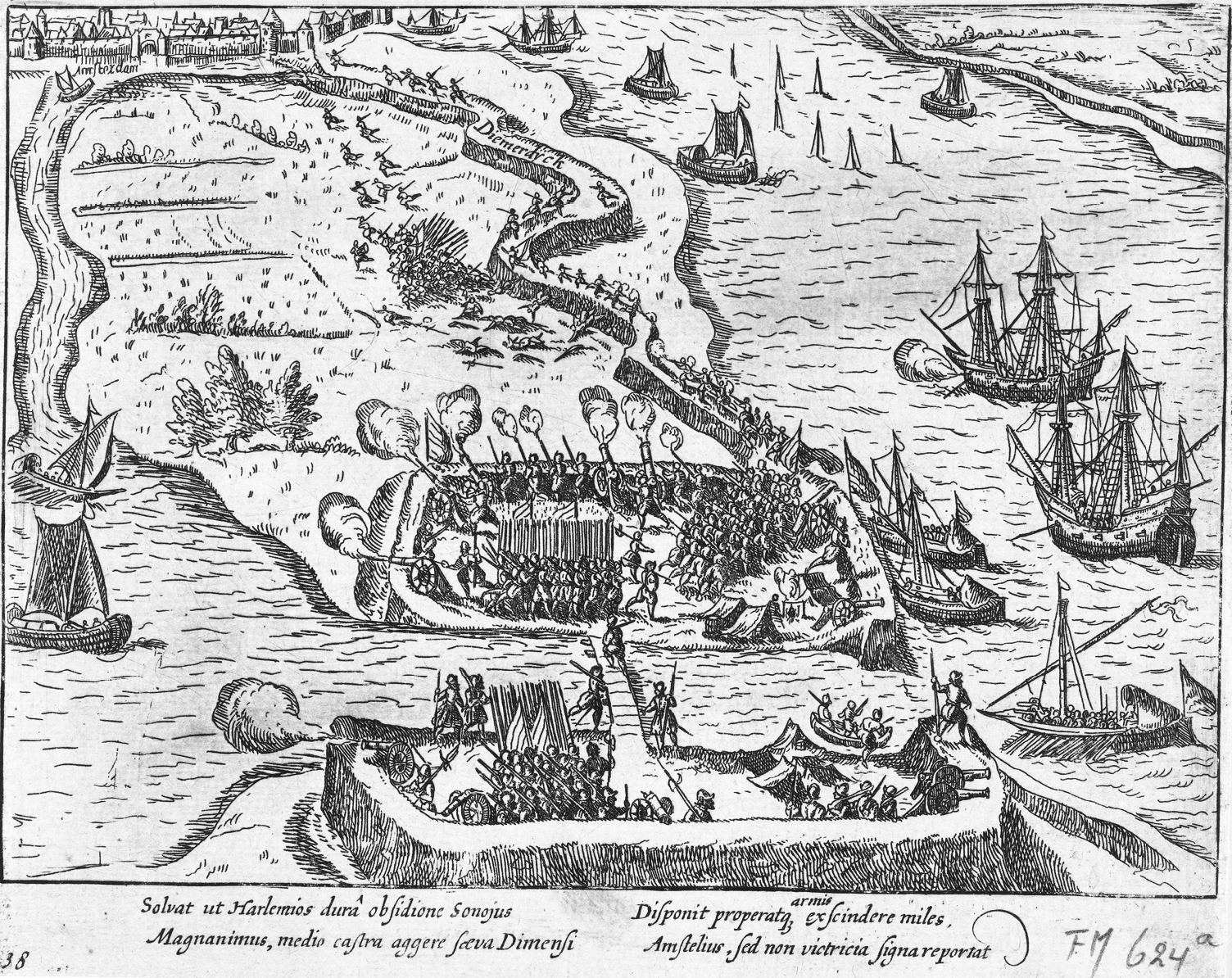
Slag op de Diemerdijk, met daarop de schans, ca. 1573

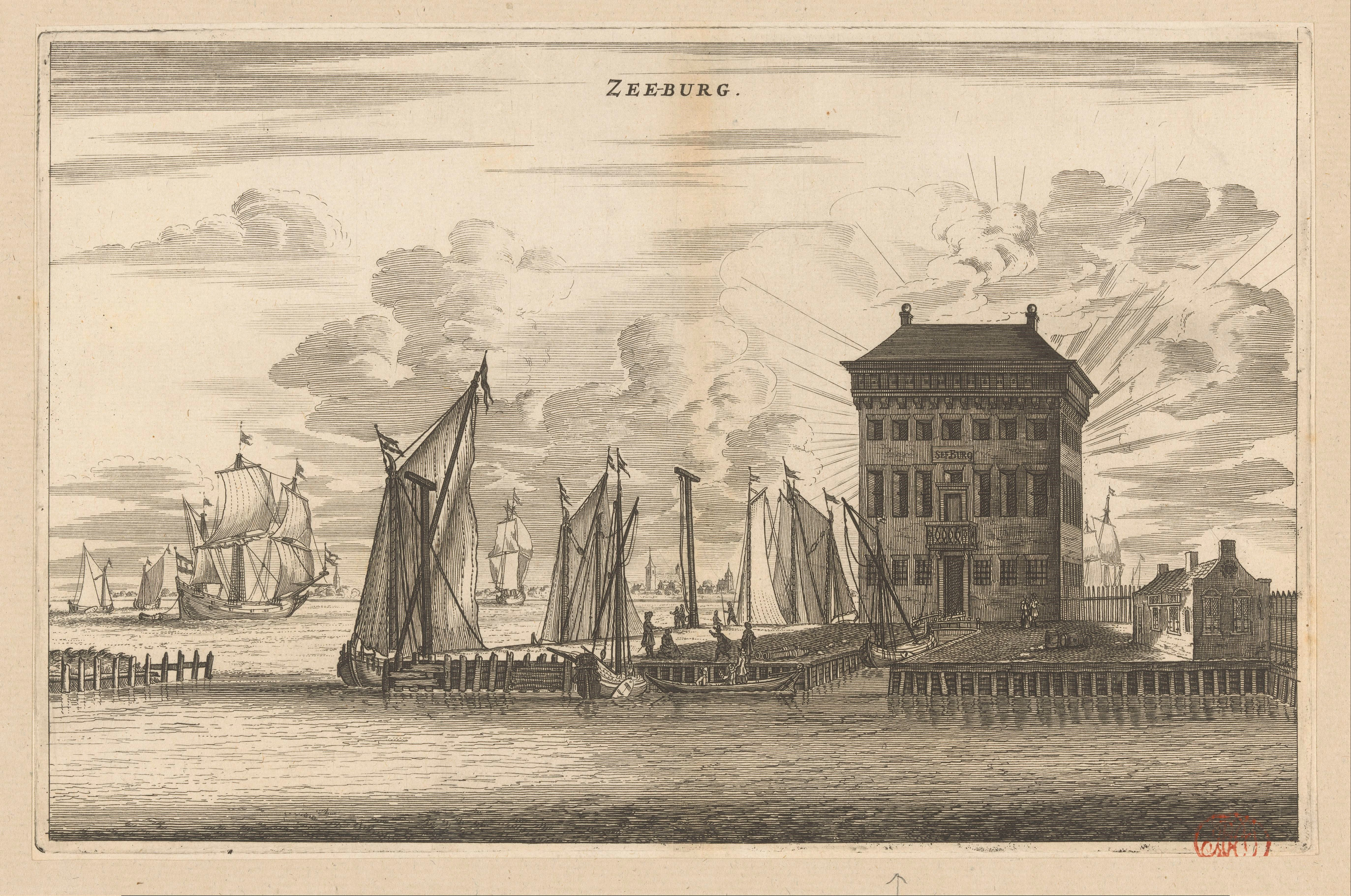
Gezicht op het voormalige Fort Zeeburg, 1664

De Schans bij de Diemerdijk was tussen 1572 en 1649 een door de Watergeuzen opgerichte schans, strategisch gelegen bij Jaap Hannes in Diemen, op het punt waar de Diemerzeedijk het smalst was en een landengte vormde.

## Geschiedenis
De schans werd in 1572 opgeworpen door Diederik Sonoy die daartoe opdracht kreeg van Willem van Oranje. De schans vormde onderdeel van de Blokkades van Amsterdam, een poging om het onder Spaans gezag staande, Amsterdam af te snijden van import en export. Sonoy was op 12 maart dat jaar, met achthonderd soldaten en een groot aantal gravers naar die plek getrokken waar de Diemerzeedijk het smalst was. Daardoor kon de schans het water en land beheersen.
De schans is altijd het middelpunt van strijd geweest. Sonoy heeft met zijn watergeuzen meer dan eens een aanslag op de schans gepleegd. Vanuit Amsterdam wisten ze hem daar altijd weer vanaf te jagen. Alleen tijdens de Slag op de Diemerdijk in 1573 wist hij een klein succes te boeken.. In 1649 werd de schans vervangen door een stenen redoute genaamd Zeeburg. Twintig jaar later, drie jaar voor de Franse inval tijdens het rampjaar werd deze gesloopt. Op de plek van de schans werd door Amsterdamse regenten een armenhuis gebouwd dat later werd verbouwd tot herberg "daer den jaeger uytgehangen"..

## Tegenwoordig
Tijdens de catastrofale dijkbreuk van de Sint-Antoniesdijk in 1651, door de Sint-Pietersvloed, zijn waarschijnlijk de laatste resten weggespoeld. In deze omgeving staat nog altijd de voormalige herberg Zeeburg, die mogelijk op de fundamenten van de redoute werd gebouwd, het is echter niet zeker of de herberg precies op- of vlak bij de oude schans/redoute staat. Opgravingen in 2002 riepen meer vragen dan antwoorden op.